# Провулок Харківський (Черкаси)
Провулок Ха́рківський — провулок в Черкасах.

## Розташування
Провулок короткий і простягається на південний схід від провулка Комунального до вулиці Максима Залізняка.

## Опис
Провулок незаасфальтований, повністю забудований приватними будинками — номери від 1 до 17 по парній стороні та від 2 до 18 по непарній.

## Походження назви
Провулок був утворений 1961 року і називався спочатку 1-м провулком Громова. Пізніше був перейменований на честь міста Харкова.